# Волчковский сельсовет (Пензенская область)
Волчковский сельсовет — сельское поселение в Белинском районе Пензенской области Российской Федерации.
Административный центр — село Волчково.

## История
Статус и границы сельского поселения установлены Законом Пензенской области от 2 ноября 2004 года № 690-ЗПО «О границах муниципальных образований Пензенской области».
22 декабря 2010 года в соответствии с Законом Пензенской области № 1992-ЗПО в состав сельсовета включены территории упразднённого Кевдо-Вершинского сельсовета.

## Население
| 2002  | 2010  | 2012  | 2013  | 2014  | 2015  | 2016  |
| ----- | ----- | ----- | ----- | ----- | ----- | ----- |
| 1985  | ↘1877 | ↗2636 | ↘2545 | ↘2450 | ↘2377 | ↘2312 |
| 2017  | 2018  | 2021  |       |       |       |       |
| ↘2283 | ↘2233 | ↘2186 |       |       |       |       |

## Состав сельского поселения
| №  | Населённый пункт | Тип населённого пункта       | Население |
| -- | ---------------- | ---------------------------- | --------- |
| 1  | Весёлый          | посёлок                      | 0         |
| 2  | Волчково         | село, административный центр | ↘1150     |
| 3  | Гусятник         | посёлок                      | 2         |
| 4  | Кашуровка        | деревня                      | 47        |
| 5  | Кевдо-Вершина    | село                         | ↘455      |
| 6  | Ключи            | село                         | ↘28       |
| 7  | Петровка         | деревня                      | 30        |
| 8  | Сулак            | село                         | ↘358      |
| 9  | Сяськино         | деревня                      | 611       |
| 10 | Толстово         | деревня                      | 12        |
| 11 | Шелалейка        | село                         | ↘27       |